# Liga Portuguesa de Basquetebol 2021-2022
La Liga Portuguesa de Basquetebol 2021-2022 è stato il massimo campionato maschile di pallacanestro in Portogallo. Vincitore della competizione è stato il Benfica.

## Partecipanti
Dodici squadre presero parte al torneo, dieci erano partecipanti della precedente stagione più due neopromosse dalla Proliga.
Squadre promosse dalla Proliga
- CD Póvoa
- Illiabum Clube

### Localizzazione delle partecipantis
| Squadra          | Città               | Arena                              |
| ---------------- | ------------------- | ---------------------------------- |
| Académica EFAPEL | Coimbra             | Pavilhão do Dr. Mario Mexia, Ceira |
| CAB Madeira      | Funchal             | Pavilhão do CAB                    |
| CD Póvoa         | Póvoa de Varzim     | Municipal Nortecoope               |
| FC Porto         | Porto               | Dragão Arena                       |
| Illiabum Clube   | Ílhavo              | Capitão Adriano Nordeste           |
| Imortal LUZiGÁS  | Albufeira           | Pavilhão do Albufeira              |
| Lusitânia Expert | Angra do Heroísmo   | Municipal                          |
| Ovarense GAVEX   | Ovar                | Arena Gavex                        |
| SL Benfica       | Lisbona             | Pavilhão Fidelidade                |
| Sporting CP      | Lisbona             | Pavilhão João Rocha                |
| UD Oliveirense   | Oliveira de Azeméis | Dr. Salvador Machado               |
| Vitória SC       | Guimarães           | Uni Vimaranense                    |

## Regular season

### Classifica finale
| Pos | Squadra          | G  | V  | P  | PF   | PS   | DP   | Pt | Qualificazione             |
| --- | ---------------- | -- | -- | -- | ---- | ---- | ---- | -- | -------------------------- |
| 1   | SL Benfica       | 22 | 19 | 3  | 1953 | 1484 | +469 | 41 | Qualificazione al Gruppo A |
| 2   | Sporting CP      | 22 | 19 | 3  | 1917 | 1547 | +370 | 41 | Qualificazione al Gruppo A |
| 3   | FC Porto         | 22 | 19 | 3  | 1605 | 1367 | +238 | 41 | Qualificazione al Gruppo A |
| 4   | UD Oliveirense   | 22 | 13 | 9  | 1701 | 1620 | +81  | 35 | Qualificazione al Gruppo A |
| 5   | Imortal LUZiGÁS  | 22 | 11 | 11 | 1717 | 1731 | −14  | 33 | Qualificazione al Gruppo B |
| 6   | CAB Madeira      | 22 | 11 | 11 | 1697 | 1763 | −66  | 33 | Qualificazione al Gruppo B |
| 7   | Lusitânia Expert | 22 | 10 | 12 | 1684 | 1790 | −106 | 32 | Qualificazione al Gruppo B |
| 8   | CD Póvoa         | 22 | 9  | 13 | 1535 | 1675 | −140 | 31 | Qualificazione al Gruppo B |
| 9   | Ovarense GAVEX   | 22 | 8  | 14 | 1644 | 1749 | −105 | 30 | Qualificazione al Gruppo C |
| 10  | Vitória SC       | 22 | 6  | 16 | 1662 | 1887 | −225 | 28 | Qualificazione al Gruppo C |
| 11  | Illiabum Clube   | 22 | 5  | 17 | 1666 | 1791 | −125 | 27 | Qualificazione al Gruppo C |
| 12  | Académica EFAPEL | 22 | 2  | 20 | 1614 | 1991 | −377 | 24 | Qualificazione al Gruppo C |

## Seconda fase

### Gruppo A
| Pos | Squadra        | G  | V  | P  | PF   | PS   | DP   | Pt | Qualificazione          |
| --- | -------------- | -- | -- | -- | ---- | ---- | ---- | -- | ----------------------- |
| 1   | SL Benfica     | 28 | 24 | 4  | 2424 | 1898 | +526 | 52 | Qualificate ai playoffs |
| 2   | FC Porto       | 28 | 23 | 5  | 2054 | 1773 | +281 | 51 | Qualificate ai playoffs |
| 3   | Sporting CP    | 28 | 21 | 7  | 2343 | 1998 | +345 | 49 | Qualificate ai playoffs |
| 4   | UD Oliveirense | 28 | 14 | 14 | 2099 | 2093 | +6   | 42 | Qualificate ai playoffs |

### Gruppo B
| Pos | Squadra          | G  | V  | P  | PF   | PS   | DP   | Pt | Qualificazione          |
| --- | ---------------- | -- | -- | -- | ---- | ---- | ---- | -- | ----------------------- |
| 5   | CAB Madeira      | 28 | 17 | 11 | 2269 | 2238 | +31  | 45 | Qualificate ai playoffs |
| 6   | Lusitânia Expert | 28 | 12 | 16 | 2166 | 2309 | −143 | 40 | Qualificate ai playoffs |
| 7   | Imortal LUZiGÁS  | 28 | 12 | 16 | 2166 | 2220 | −54  | 40 | Qualificate ai playoffs |
| 8   | CD Póvoa         | 28 | 12 | 16 | 2009 | 2169 | −160 | 40 | Qualificate ai playoffs |

### Gruppo C
| Pos | Squadra          | G  | V  | P  | PF   | PS   | DP   | Pt | Qualificazione o retrocessione |
| --- | ---------------- | -- | -- | -- | ---- | ---- | ---- | -- | ------------------------------ |
| 9   | Ovarense GAVEX   | 28 | 13 | 15 | 2182 | 2210 | −28  | 41 |                                |
| 10  | Vitória SC       | 28 | 10 | 18 | 2205 | 2412 | −207 | 38 | Qualificate ai playout         |
| 11  | Illiabum Clube   | 28 | 8  | 20 | 2143 | 2277 | −134 | 36 | Qualificate ai playout         |
| 12  | Académica EFAPEL | 28 | 2  | 26 | 2060 | 2523 | −463 | 30 | Retrocessa in Proliga          |

## Playoffs
|  | Quarti di finale | Quarti di finale | Quarti di finale | Quarti di finale | Quarti di finale |    |                | Semifinali | Semifinali | Semifinali | Semifinali | Semifinali | Semifinali | Semifinali |  |  | Finale | Finale     | Finale | Finale | Finale | Finale | Finale |
|  |                  |                  |                  |                  |                  |    |                |            |            |            |            |            |            |            |  |  |        |            |        |        |        |        |        |
|  | 1                | SL Benfica       | 77               | 84               |                  |    |                |            |            |            |            |            |            |            |  |  |        |            |        |        |        |        |        |
|  | 8                | CD Póvoa         | 59               | 67               |                  |    |                |            |            |            |            |            |            |            |  |  |        |            |        |        |        |        |        |
|  | 8                | CD Póvoa         | 59               | 67               |                  | 1  | SL Benfica     | 89         | 93         | 75         |            |            |            |            |  |  |        |            |        |        |        |        |        |
|  |                  |                  |                  |                  |                  | 1  | SL Benfica     | 89         | 93         | 75         |            |            |            |            |  |  |        |            |        |        |        |        |        |
|  |                  | 4                | UD Oliveirense   | 72               | 80               | 60 |                |            |            |            |            |            |            |            |  |  |        |            |        |        |        |        |        |
|  | 4                | 4                | UD Oliveirense   | 72               | 80               | 60 | UD Oliveirense | 82         | 72         | 77         |            |            |            |            |  |  |        |            |        |        |        |        |        |
|  | 4                |                  |                  |                  |                  |    | UD Oliveirense | 82         | 72         | 77         |            |            |            |            |  |  |        |            |        |        |        |        |        |
|  | 5                | CAB Madeira      | 72               | 82               | 71               |    |                |            |            |            |            |            |            |            |  |  |        |            |        |        |        |        |        |
|  |                  |                  |                  |                  |                  |    |                |            |            |            |            |            |            |            |  |  | 1      | SL Benfica | 79     | 56     | 47     | 91     |        |
|  |                  |                  | 2                | FC Porto         | 58               | 48 | 65             | 63         |            |            |            |            |            |            |  |  |        |            |        |        |        |        |        |
|  | 2                | FC Porto         | 87               | 83               |                  |    |                |            |            |            |            |            |            |            |  |  |        |            |        |        |        |        |        |
|  | 7                | Imortal LUZiGÁS  | 46               | 63               |                  |    |                |            |            |            |            |            |            |            |  |  |        |            |        |        |        |        |        |
|  | 7                | Imortal LUZiGÁS  | 46               | 63               |                  | 2  | FC Porto       | 87         | 74         | 95         |            |            |            |            |  |  |        |            |        |        |        |        |        |
|  |                  |                  |                  |                  |                  | 2  | FC Porto       | 87         | 74         | 95         |            |            |            |            |  |  |        |            |        |        |        |        |        |
|  |                  | 3                | Sporting CP      | 68               | 71               | 80 |                |            |            |            |            |            |            |            |  |  |        |            |        |        |        |        |        |
|  | 3                | 3                | Sporting CP      | 68               | 71               | 80 | Sporting CP    | 82         | 90         |            |            |            |            |            |  |  |        |            |        |        |        |        |        |
|  | 3                |                  |                  |                  |                  |    | Sporting CP    | 82         | 90         |            |            |            |            |            |  |  |        |            |        |        |        |        |        |
|  | 6                | Lusitânia Expert | 66               | 78               |                  |    |                |            |            |            |            |            |            |            |  |  |        |            |        |        |        |        |        |

Source: FPB

## Playout
Vitória SC - Illiabum Clube 3-0 (97–88 - 95–86 - 89–74) 
Source: FPB

## Classifica finale
| Pos | Squadra              | G  | V  | P  | Qualificazione o retrocessione                                      |
| --- | -------------------- | -- | -- | -- | ------------------------------------------------------------------- |
| 1   | SL Benfica (C)       | 37 | 32 | 5  | Qualificata ai preliminari di Basketball Champions League 2022-2023 |
| 2   | FC Porto             | 37 | 29 | 8  | Qualificata a FIBA Europe Cup 2022-2023                             |
| 3   | Sporting CP          | 33 | 23 | 10 | Qualificata ai preliminari di FIBA Europe Cup 2022-2023             |
| 4   | UD Oliveirense       | 34 | 16 | 18 |                                                                     |
| 5   | CAB Madeira          | 31 | 18 | 13 |                                                                     |
| 6   | Lusitânia Expert     | 30 | 12 | 18 |                                                                     |
| 7   | Imortal LUZiGÁS      | 30 | 12 | 18 |                                                                     |
| 8   | CD Póvoa             | 30 | 12 | 18 |                                                                     |
| 9   | Ovarense GAVEX       | 28 | 13 | 15 |                                                                     |
| 10  | Vitória SC           | 31 | 13 | 18 |                                                                     |
| 11  | Illiabum Clube (R)   | 31 | 8  | 23 | Retrocessione in Proliga                                            |
| 12  | Académica EFAPEL (R) | 28 | 2  | 26 | Retrocessione in Proliga                                            |